# Blue chip
Blue chip eller bluechip är ett engelskt uttryck som bland annat används för:
- Blue chip betyder en värdefull tillgång och används som beskrivning av aktier som står högt i kurs i väletablerade företag.
- Bluechip används också inom collegeidrotten i USA a bluechip player och beskriver vanligtvis en extra duktig idrottare som blivit draftad eller skrivit kontrakt med ett collegelag eller en högre professionell liga.